# Pietro Isvalies
Pietro Isvalies (Messina, 1450 circa – Cesena, 22 settembre 1511) è stato un cardinale e arcivescovo cattolico italiano.

## Biografia
Nacque da un'oscura famiglia di origini spagnole. Fu canonico del capitolo cattedrale di Messina e successivamente vicario generale dell'arcidiocesi. L'11 agosto 1496 fu nominato governatore di Roma, incarico che mantenne fino alla promozione al cardinalato.
Il 18 febbraio 1497 fu eletto arcivescovo di Reggio Calabria e fu consacrato il 4 giugno dello stesso anno nella Cappella Sistina da Bartolomé Flores, arcivescovo di Cosenza.
Su istanza di Ferdinando II di Aragona il 28 ottobre 1500 papa Alessandro VI lo creò cardinale. Il 5 ottobre dello stesso anno ricevette il titolo di San Ciriaco alle Terme Diocleziane.
Dopo essere stato nominato legato a latere presso i re di Polonia e di Ungheria, il 21 giugno 1503 fu nominato amministratore apostolico della diocesi di Veszprém. Nello stesso anno non partecipò al primo dei due conclavi che elesse papa Pio III, partecipò invece al secondo, che elesse papa Giulio II.
Il 24 luglio 1506 rinunciò all'arcidiocesi di Reggio Calabria a favore del fratello Francesco. Il 18 agosto 1507 optò per il titolo di Santa Pudenziana, ritenendo in commenda il suo titolo precedente. Il 7 giugno 1508 fu nominato amministratore apostolico della diocesi di Orense, nel 1510 dell'arcidiocesi di Messina.
Il 2 gennaio 1511 accompagnò il Papa all'assedio della Mirandola, che capitolò il 20 gennaio. Il 24 maggio dello stesso anno a Ravenna fu chiamato a succedere al cardinale Francesco Alidosi, assassinato quello stesso giorno, nell'incarico di Legato di Bologna e della Romagna (Provincia Romandiolæ).
Morì a Cesena e fu sepolto nella basilica di Santa Maria Maggiore a Roma.

## Genealogia episcopale e successione apostolica
La genealogia episcopale è:
- Vescovo Mariano de Latvo
- Arcivescovo Bartolomeo Flores
- Cardinale Pietro Isvalies

La successione apostolica è:
- Arcivescovo Maciej Drzewiecki (1505)